# Ichiya Kumagae
Ichiya "Ichy" Kumagae (Fukuoka, 10 de setembro de 1890 - Fukuoka, 16 de agosto de 1968) foi um tenista japonês. Foi o primeiro tenista medalhista olímpico do Japão, prata em simples e duplas em 1920.